# Schendylops
Schendylops – rodzaj pareczników z rzędu zieminkokształtnych i rodziny Schendylidae.

## Morfologia
Przedstawiciele rodzaju wyróżniają się spośród innych Schendylidae pleurytami drugiej pary żuchw niepołączonymi z coxosternum, wierzchołkowym pazurkiem drugiej pary żuchw grzebieniowatym na brzusznej jak i grzbietowej krawędzi, sternity z polami porowymi, ostatnią parą odnóży z siedmioma podomerami (segmentami) – przedstopie (praetarsus) tej pary w formie małego owłosionego guzka, zastąpione kolcem lub nieobecne; oraz coxopleura ostatniego segmentu ciała wyposażonego w odnóża z dwoma wewnętrznymi narządami biodrowymi (odpowiednik gruczołów biodrowych). Długość dorosłych okazów waha się od 7 do 70 mm, a liczba segmentów z odnóżami od 27 do 87.

## Występowanie
Pareczniki te występują w krainie neotropikalnej (większość gatunków), Afryce (7 gatunków) i na Madagaskarze (5 gatunków).

## Taksonomia
Rodzaj wprowadzony w 1899 roku przez Oratora Fullera Cooka. W 1997 R. L. Hoffman i L. Pereira w ramach rewizji przenieśli do niego 4 gatunki z rodzaju Haploschendyla, opisanego przez R. F. Lawrence'a.
Według stanu na 2009 do rodzaju tego należy 65 opisanych gatunków, w tym:
- Schendylops achalensis Pereira, 2008
- Schendylops amazonicus (Pereira, Minelli et Barbieri, 1994)
- Schendylops anamariae (Pereira, 1981)
- Schendylops andesicola (Chamberlin, 1957)
- Schendylops bakeri (Chamberlin, 1914)
- Schendylops bolivianus (Silvestri, 1897)
- Schendylops brasilianus (Silvestri, 1897)
- Schendylops caledonicus (Attems, 1928)
- Schendylops colombianus (Chamberlin, 1921)
- Schendylops continuus (Pereira, Minelli & Barbieri, 1995)
- Schendylops coscaroni (Pereira & Minelli, 1996)
- Schendylops demangei (Pereira, 1981)
- Schendylops demartini (Pereira & Minelli, 1996)
- Schendylops demelloi (Verhoeff, 1938)
- Schendylops dentifer (Chamberlin, 1957)
- Schendylops edentatus (Kraus, 1957)
- Schendylops elegantulus (Meinert, 1886)
- Schendylops fieldi (Chamberlin, 1944)
- Schendylops gracilis (Attems, 1934)
- Schendylops grandidieri (Saussure & Zehntner, 1902)
- Schendylops iguapensis (Verhoeff, 1938)
- Schendylops inquilinus Pereira, Uliana & Minelli, 2007
- Schendylops insolitus (Lawrence, 1960)
- Schendylops interfluvius (Pereira, 1984)
- Schendylops janauarius (Pereira, Minelli & Barbieri, 1995)
- Schendylops jeekeli Pereira, 2009
- Schendylops labbanus (Chamberlin, 1921)
- Schendylops lesnei (Brölemann & Ribaut, 1911)
- Schendylops lomanus (Chamberlin, 1957)
- Schendylops luederwaldi (Brölemann & Ribaut, 1911)
- Schendylops mascarenicus (Lawrence, 1960)
- Schendylops madariagensis (Pereira, 1981)
- Schendylops marchantariae (Pereira, Minelli & Barbieri, 1995)
- Schendylops mesopotamicus (Pereira, 1981)
- Schendylops minutus (Pereira & Minelli, 1993)
- Schendylops nealotus (Chamberlin, 1950)
- Schendylops oligopus (Pereira, Minelli & Barbieri, 1995)
- Schendylops olivaceus (Crabill, 1972)
- Schendylops pallidus (Kraus, 1955)
- Schendylops pampeanus (Pereira & Coscarón, 1976)
- Schendylops paolettii (Pereira & Minelli, 1993)
- Schendylops parahybae (Chamberlin, 1914)
- Schendylops paucispina (Lawrence, 1960)
- Schendylops paulista (Brölemann, 1904)
- Schendylops perditus (Chamberlin, 1914)
- Schendylops peruanus (Turk, 1955)
- Schendylops placcii (Pereira & Minelli, 1996)
- Schendylops potosius (Chamberlin, 1956)
- Schendylops schubarti Pereira, Foddai & Minelli, 2002
- Schendylops silvicola (Lawrence, 1960)
- Schendylops spelaeus Kraus, 1957
- Schendylops sublaevis (Meinert, 1870)
- Schendylops titicacaensis (Kraus, 1954)
- Schendylops tropicus (Brölemann & Ribaut, 1911)
- Schendylops varipictus (Chamberlin, 1950)
- Schendylops verhoeffi (Brölemann & Ribaut, 1911)
- Schendylops virgingordae (Crabill, 1960)